# Stefan Olsson
Stefan Olsson (ur. 24 kwietnia 1987 w Falun) – szwedzki tenisista niepełnosprawny, zwycięzca dwóch turniejów wielkoszlemowych w grze pojedynczej oraz czterech w grze podwójnej, dwukrotny zwycięzca mistrzostw na zakończenie sezonu w grze pojedynczej (2008, 2010), a także triumfator tej imprezy w grze podwójnej (2008), mistrz paraolimpijski w grze podwójnej z Londynu (2012) oraz wicemistrz paraolimpijski w deblu z Pekinu (2008). 
W karierze Olsson zwyciężył w 37 turniejach singlowych oraz 55 deblowych.

## Historia występów w turniejach wielkoszlemowych
Legenda
     W, wygrany turniej
     F, przegrana w finale
     SFW, wygrana w meczu o trzecie miejsce
     SF, przegrana w półfinale, SFP, przegrana w meczu o trzecie miejsce
     QF, przegrana w ćwierćfinale
     xR przegrana w x rundzie
     LQ, przegrana w kwalifikacjach
     RR, przegrana w fazie grupowej
     A, brak startu
     NH, impreza nie odbyła się

### Gra pojedyncza
| Turniej         | 2008           | 2009           | 2010           | 2011           | 2012           | 2013           | 2014           | 2015           | 2016 | 2017 | 2018 | 2019 | 2020 | 2021 |
| --------------- | -------------- | -------------- | -------------- | -------------- | -------------- | -------------- | -------------- | -------------- | ---- | ---- | ---- | ---- | ---- | ---- |
| Australian Open | A              | QF             | QF             | SF             | SF             | SF             | A              | A              | A    | A    | SF   | F    | A    | A    |
| French Open     | QF             | QF             | F              | QF             | SF             | QF             | A              | A              | QF   | QF   | QF   | QF   | A    | A    |
| Wimbledon       | Nie rozgrywano | Nie rozgrywano | Nie rozgrywano | Nie rozgrywano | Nie rozgrywano | Nie rozgrywano | Nie rozgrywano | Nie rozgrywano | F    | W    | W    | SF   | NH   | A    |
| US Open         | NH             | SF             | QF             | QF             | NH             | A              | A              | A              | NH   | QF   | QF   | QF   | A    | A    |

### Gra podwójna
| Turniej         | 2008 | 2009 | 2010 | 2011 | 2012 | 2013 | 2014 | 2015 | 2016 | 2017 | 2018 | 2019 | 2020 | 2021 |
| --------------- | ---- | ---- | ---- | ---- | ---- | ---- | ---- | ---- | ---- | ---- | ---- | ---- | ---- | ---- |
| Australian Open | A    | F    | SF   | SF   | SF   | F    | A    | A    | A    | A    | SF   | W    | A    | A    |
| French Open     | SF   | SF   | F    | F    | F    | SF   | A    | A    | F    | SF   | F    | SF   | A    | A    |
| Wimbledon       | A    | SF   | W    | SF   | A    | A    | A    | A    | SF   | SF   | F    | W    | NH   | A    |
| US Open         | NH   | W    | SF   | SF   | NH   | A    | A    | A    | NH   | SF   | SF   | SF   | A    | A    |